# Salt Lake City
Salt Lake City (lett. "Città del lago salato"), spesso abbreviata in  Salt Lake o SLC è la capitale e città più popolosa dello stato statunitense dello Utah. Con una popolazione di 200 134 abitanti al censimento 2020, che salgono a 1 257 936 nell'area metropolitana, prende il nome dal Gran Lago Salato immediatamente a nord-ovest della città. È la città ed area metropolitana più grande all'interno del Gran Bacino, seguita da Reno, Nevada.
La città è stata fondata nel 1847 da Brigham Young, Isaac Morley, George Washington Bradley e molti altri seguaci mormoni, che hanno ampiamente irrigato e coltivato l'arida valle. Grazie alla sua vicinanza al Grande Lago Salato, la città era originariamente chiamata "Great Salt Lake City", la parola "Great" è stata eliminata dal nome ufficiale nel 1868. Sebbene Salt Lake City sia ancora sede del quartier generale della Chiesa di Gesù Cristo dei santi degli ultimi giorni, meno della metà degli abitanti di Salt Lake City sono membri della chiesa mormone.
L'immigrazione di mormoni stranieri, il boom minerario e la costruzione della First Transcontinental Railroad ha favorito un'importante crescita economica. È attraversata dalla Lincoln Highway, la prima autostrada transcontinentale, e attualmente due delle principali autostrade dello Stato, la I-15 e la I-80, si intersecano in città.
La città ha ospitato nel 2002 i XIX Giochi olimpici invernali.

## Storia

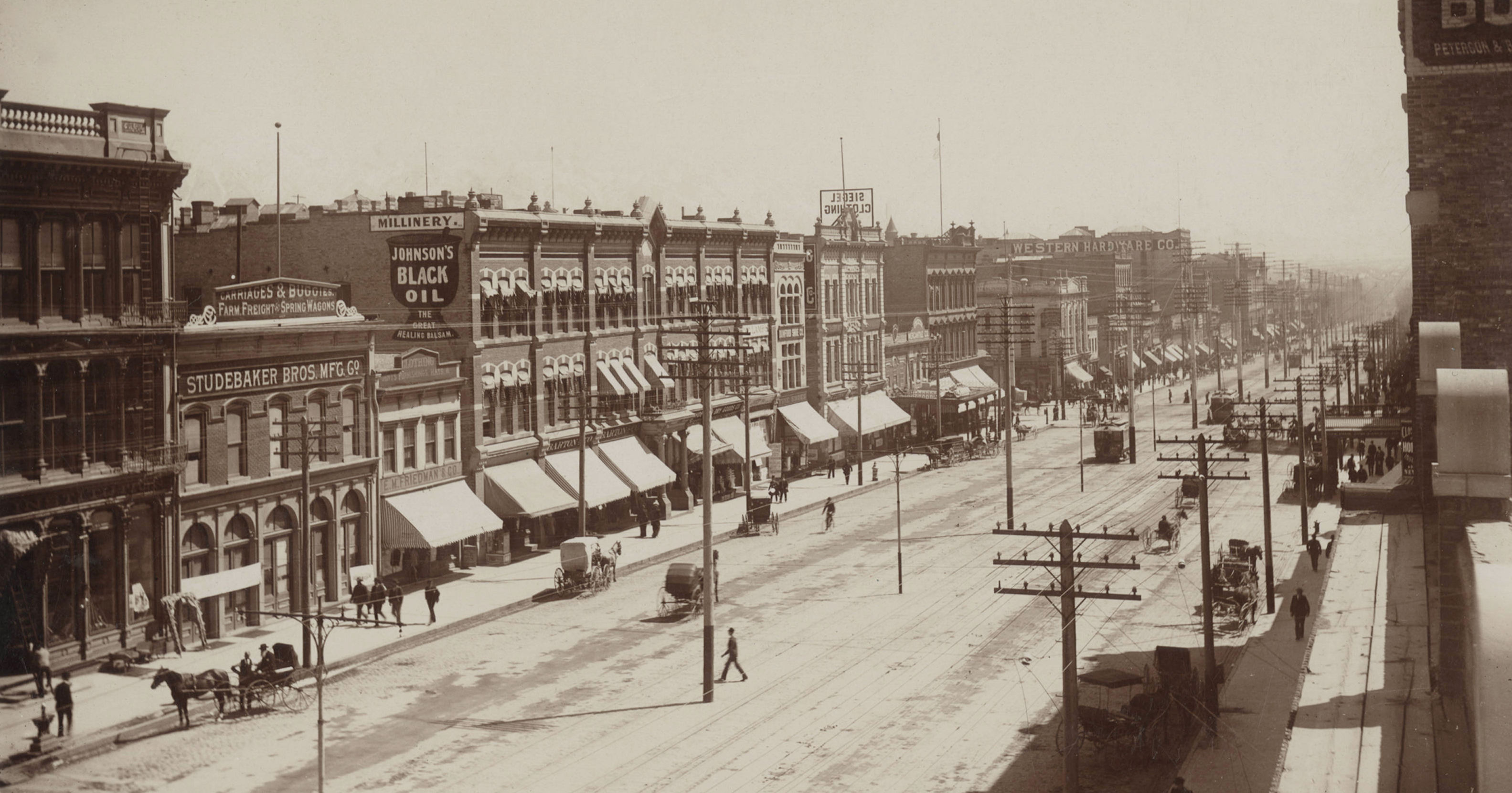
Parte di main street nel 1890.

Prima dell'insediamento dei mormoni vi abitavano le tribù di nativi americani degli Shoshone, degli Ute e dei Paiute che avevano abitato nella Valle del Lago Salato per migliaia di anni. Al momento della fondazione di Salt Lake City la valle era all'interno del territorio degli Shoshone del Nord-Ovest, ma era occupata solo stagionalmente. Il terreno è stato trattato dagli Stati Uniti come di dominio pubblico, non riconoscendo alcun titolo di possesso agli Shoshone.
Il primo esploratore statunitense della zona di Salt Lake si crede esser stato Jim Bridger nel 1825, mentre altri si erano avventurati nello Utah in precedenza, alcuni a nord fino alla vicina Valle dello Utah, come la spedizione Dominguez-Escalante del 1776 in cui vennero senza dubbio a conoscenza della valle del Salt Lake. L'ufficiale dell'esercito statunitense John C. Frémont sorvegliò il Gran Lago Salato e la Valle del Lago Salato dal 1843 al 1845, mentre un gruppo di sfortunati pionieri della spedizione Donner vi transitò nel 1846.
I primi insediamenti permanenti in questa valle arrivarono con quei gruppi di mormoni che viaggiarono oltre i confini degli Stati Uniti alla ricerca di una zona isolata per praticare la loro religione lontano dalle ostilità subite negli altri territori. All'arrivo in questa zona, il 24 luglio 1847, il presidente della Chiesa, Brigham Young affermò "questo è il posto" secondo una sua visione.
Quattro giorni dopo il suo arrivo nella Valle del Lago Salato, Brigham Young designò il sito per il Tempio di Salt Lake, destinato ad essere il terzo tempio della Chiesa di Gesù Cristo dei santi degli ultimi giorni dopo i primi due templi precedentemente abbandonati, il Tempio di Kirtland in Ohio e quello di Nauvoo in Illinois. Costruito su Temple Square, nel centro della città, furono necessari 40 anni per il suo completamento, dal 1853 al 6 aprile 1893. A causa di questi ritardi i templi a St. George, Logan e Manti sono così precedenti al Tempio di Salt Lake. Questo è diventato un'icona della città ed è il suo fulcro. L'angolo sud-est di Temple Square è il punto iniziale di riferimento per il meridiano di Salt Lake, e per tutti gli indirizzi nella Valle del Lago Salato.
I pionieri mormoni organizzarono poi un nuovo Stato chiamato Deseret con una petizione per il suo riconoscimento nel 1849, che però fu respinta dal Congresso degli Stati Uniti nel 1850. Il Congresso stabilì invece il Territorio dello Utah, notevolmente più piccolo di quello di Deseret; Great Salt Lake City fu sostituita da Fillmore come capitale territoriale nel 1858, e il nome fu successivamente abbreviato in Salt Lake City. La popolazione della città crebbe però notevolmente con un afflusso di religiosi convertiti, tanto da renderla una delle città più popolose del vecchio West Americano.
Le controversie con il governo federale erano anche sul piano religioso per la diffusa pratica mormona della poligamia. Il culmine si verificò nel 1857 quando il presidente James Buchanan dichiarò la zona in rivolta dopo che Brigham Young rifiutò di dimettersi da governatore, iniziò così la guerra dello Utah. Una divisione dell'esercito degli Stati Uniti, comandato da Albert Sidney Johnston, in seguito uno dei più importanti generali dell'esercito degli Stati Confederati d'America, marciò attraverso la città scoprendo però che era già stata evacuata. Questa divisione costruì poi l'installazione militare di Camp Floyd a circa 40 miglia (65 km) a sud-ovest della città e quella di Fort Douglas nel 1862 per mantenere la fedeltà all'Unione durante la Guerra di secessione americana.
Molti notabili mormoni furono condannati e detenuti nel carcere territoriale di Sugar House nel 1880 per violazione delle leggi anti-poligamia. In seguito la Chiesa mormone negli Stati Uniti iniziò l'abbandono della pratica poligamica, nel 1890 fu pubblicato "Il Manifesto", che ufficialmente "suggeriva" ai membri di obbedire alla legge del paese, il che fu da essi giudicato pari a proibire nuovi matrimoni poligamici all'interno degli Stati Uniti e dei suoi territori, ma non negli insediamenti mormoni in Canada ed in Messico. Questo provvedimento riappacificò i rapporti con il Congresso, nel 1896 il territorio dello Utah divenne uno Stato e Salt Lake City ne divenne la capitale.
La popolazione della città ha cominciato a stagnare nel corso del XX secolo, spostandosi nelle zone periferiche a nord e a sud della città, la popolazione scese dagli anni sessanta agli ottanta, con una ripresa solo negli anni novanta per poi attualmente tornare a decrescere.

## Geografia fisica

### Territorio

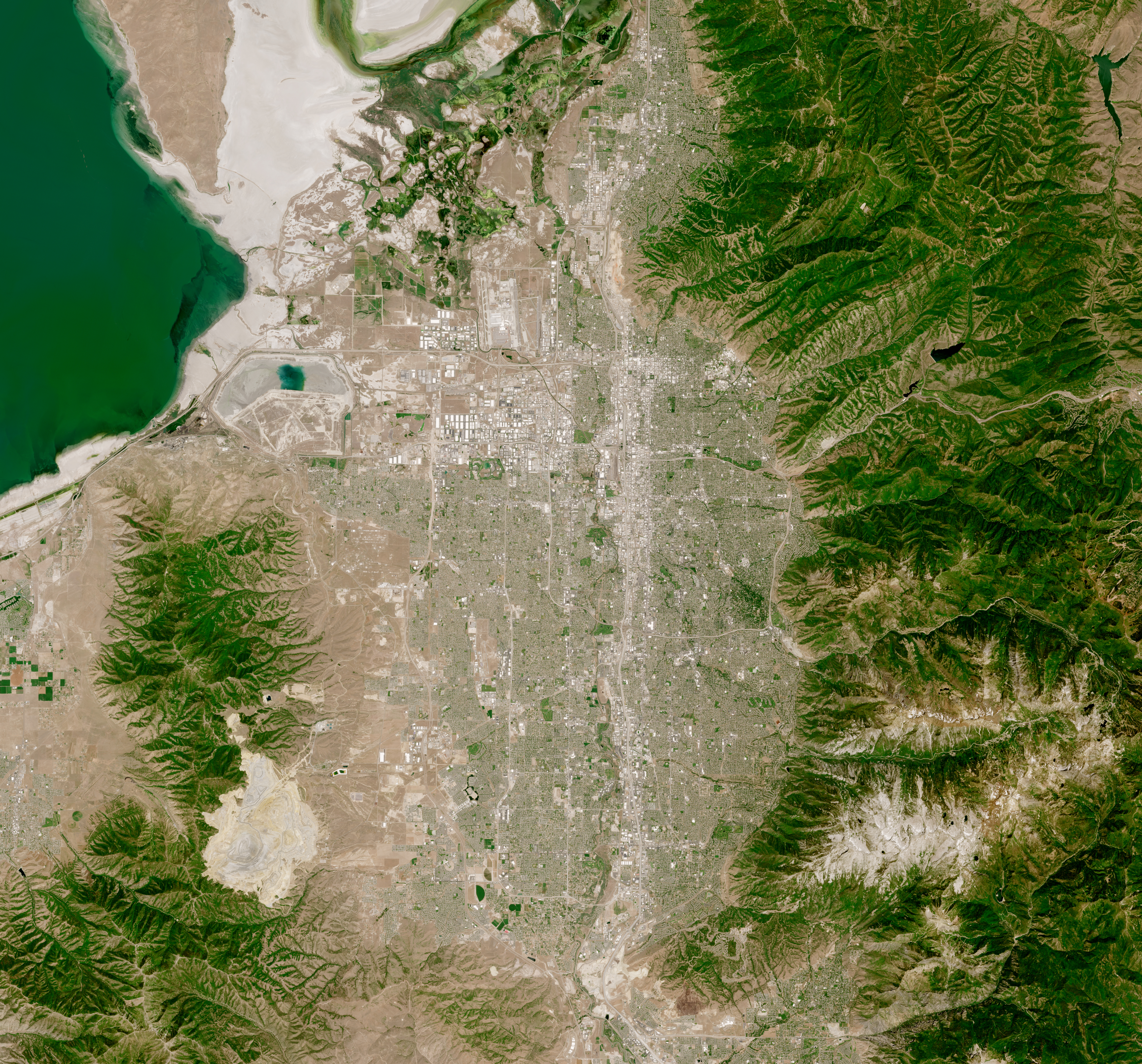
Foto satellitare della città

Dato il grande spazio disponibile, le strade ed i quartieri sono molto ampi, spostarsi a piedi è difficoltoso, e nonostante il non eccessivo numero di abitanti, la città è molto estesa. L'area urbana è sviluppata con un tipico piano regolatore a griglia in una vasta pianura nelle Montagne Rocciose.
A pochi chilometri di distanza si estende il Gran Lago Salato che, nella parte settentrionale, diventa un deserto di sale. Una particolarità è Antelope Island, che si raggiunge appena fuori città costeggiando il lago, l'isoletta si può visitare dato che è collegata con un ponte alla terraferma. Sull'isola vivono bisonti con altri animali, ed è possibile andare a vederli mentre pascolano, anche a pochi metri di distanza.
Centro della città è considerata la Piazza del Tempio, dove si trova il più noto dei Templi mormoni.
Il Palazzo del Governo dello Utah riproduce esattamente il Campidoglio (Capitol) di Washington.

### Clima
Le temperature risultano piuttosto elevate durante l'estate, sebbene stemperate dall'altitudine (media giornaliera del mese di luglio di 21,6 °C) e fredde d'inverno (media giornaliera del mese di gennaio di −4,6 °C), non sono eccezionali valori massimi prossimi ai 40 °C, nei mesi centrali dell'estate, e temperature minime inferiori ai −20 °C in inverno. Le precipitazioni annue sono scarse (appena superiori ai 400 mm), si può parlare quindi di un clima semi-arido e continentale, con massimi precipitativi primaverili, non dissimile a quello che si riscontra in altre aree del Deserto dello Utah.

## Società

### Mormoni

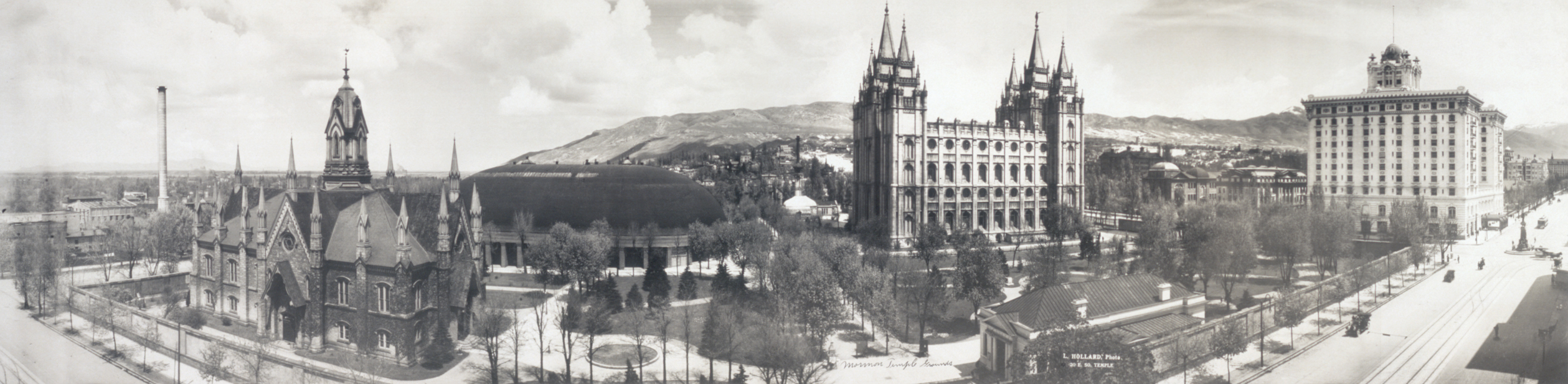
Panorama della Piazza del Tempio di Salt Lake City, 1912.

La città ospita la sede centrale della Chiesa di Gesù Cristo dei santi degli ultimi giorni (mormoni) e del loro Tempio più noto.

## Infrastrutture e trasporti
La città è servita dall'Aeroporto Internazionale di Salt Lake City.
La città è anche dotata di una rete metrotranviaria chiamata TRAX, di una linea tranvia interurbana che la collega con la città di South Salt Lake e di un servizio ferroviario suburbano denominato FrontRunner.

## Cultura

### Musei
- Utah Museum of Fine Arts
  - Filippo Lippi, Madonna col Bambino (1435 circa)

## Sport
Nel 1995 Salt Lake City è stata scelta per ospitare i XIX Giochi olimpici invernali del 2002. I giochi furono però afflitti da numerose polemiche. Un primo scandalo venne a galla nel 1998, secondo cui furono offerte delle tangenti per garantire alla città la location dei giochi. Durante i Giochi si susseguirono altri scandali legati al modo di giudicare i punteggi e all'uso di droghe illegali. Nonostante le polemiche, i giochi furono un successo finanziario, uno dei pochi, nella storia dei giochi, ad ottenere un profitto. Furono inoltre ampliate e riparate le autostrade locali e inaugurato un sistema di metropolitana leggera. I siti olimpici sono oggi utilizzati per manifestazioni sportive di livello locale, nazionale e internazionale e per l'allenamento degli atleti olimpici. Il turismo aumentò dopo i giochi mentre gli affari ci misero un po' di più a salire.
Tra gli impianti che hanno ospitato i Giochi figurano l'EnergySolutions Arena (pattinaggio su ghiaccio), il Rice-Eccles Stadium (cerimonie di apertura e di chiusura) e, a Park City, lo Utah Olympic Park con i trampolini Utah Olympic Park Jumps (salto con gli sci, combinata nordica, bob, slittino e skeleton); le gare di sci alpino furono disputate a Snowbasin, quelle di biathlon e sci di fondo a Soldier Hollow.
Salt Lake City è sede di varie franchigie:
- National Basketball Association: Utah Jazz
- NBA G League: Salt Lake City Stars
- Major League Soccer: Real Salt Lake
- Major League Rugby: Utah Warriors
- National Women's Soccer League: Lo Utah Royals FC riprenderà a giocare nel 2024 dopo essere stato chiuso nel 2020.

A circa 25 km dalla città si estende anche uno dei più grandi autodromi del mondo, il Miller Motorsports Park. Meta abituale del campionato AMA Superbike, dal 2008 ospita anche la prova americana del campionato mondiale Superbike.

## Amministrazione

### Gemellaggi
Salt Lake City è gemellata con diverse città, tra le quali:
- Oruro
- Thurles
- Torino
- Matsumoto, dal 1958
- Quezon City
- Keelung City
- Černivci
- Manaus